# Ascher Jazzar
Ascher jazzar (hebräisch אֲשֶׁר יָצַר [אֶת הָאָדָם בְּחָכְמָה] „Wer den [Menschen in Weisheit] geschaffen hat“) ist ein Segensspruch im Judentum.

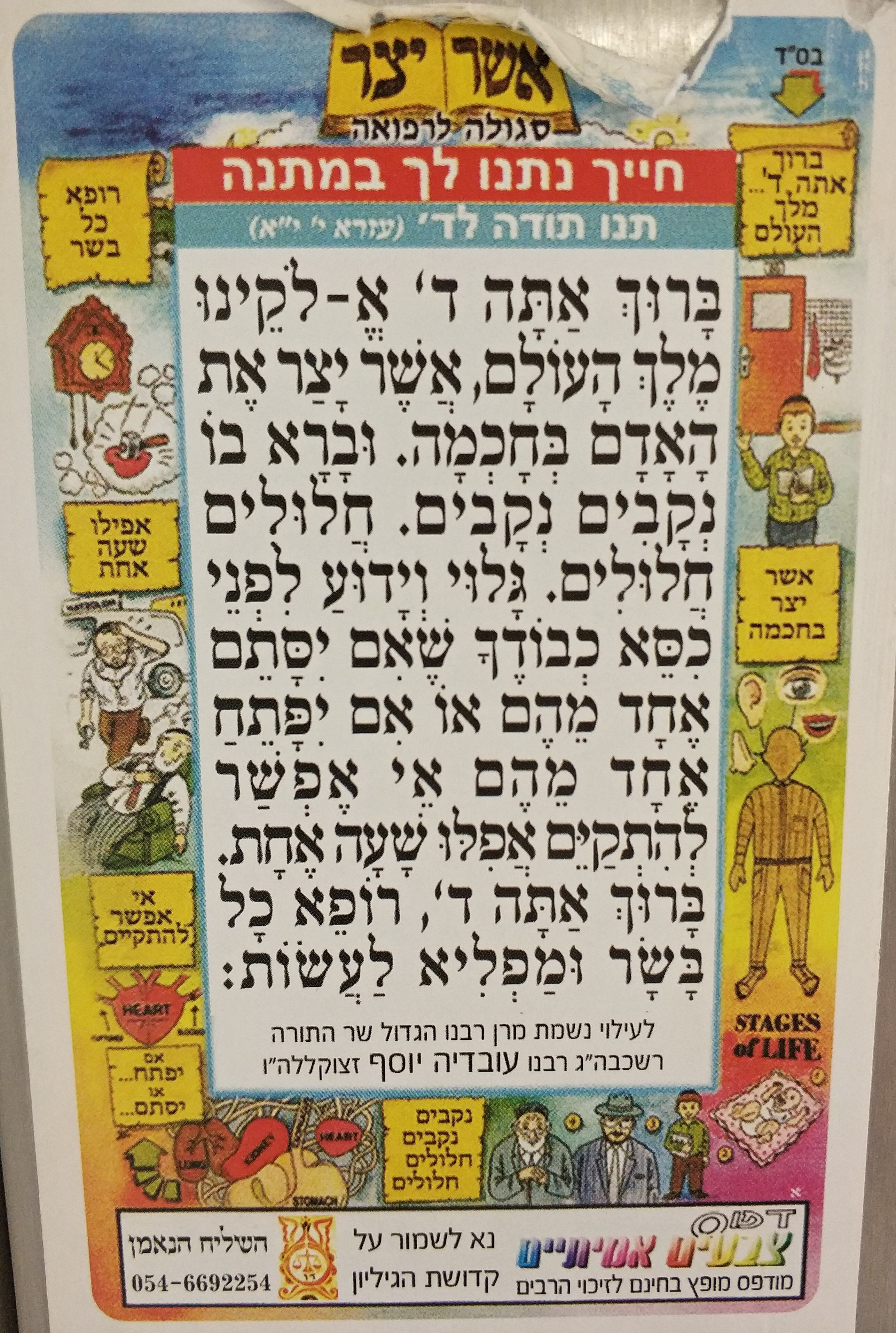
שלט ברכת אשר יצר

## Beschreibung
Es wird in der Regel nach der Toilette und vor Birkat Haschachar vorgetragen. Der Zweck dieses Segens ist es, Gott für eine gute Gesundheit zu danken. Es ist ein Dankesgebet dafür, in der Lage zu sein, auszuscheiden, ansonsten wäre eine Existenz nicht möglich. Es wird in der Regel von praktizierenden Juden nach jedem Stuhlgang vorgetragen, weswegen es auch den Namen „Segensspruch des Badezimmers“ hat. Es wird auch während des Morgengebets (Shacharit) – wegen seiner spirituellen Bedeutung – vorgetragen. Nach dem Urinieren und Stuhlgang und/oder beim Verlassen des Badezimmers wäscht man sich in der Regel die Hände. Nach jüdischer Etikette sollte dies außerhalb des Badezimmers erfolgen. Wenn es aber keinen Wasserhahn vor dem Badezimmer gibt, ist es auch zulässig, die Hände im Badezimmer zu waschen, auf dass sie außerhalb des Badezimmers trocknen. In diesem Fall wird kein Netilat Jadajim vorgetragen.

## Menschen mit medizinischen Problemen
Es gibt keinen Konsens darüber, ob Menschen mit medizinischen Problemen dieses Gebet vortragen sollen:
1. Eine Person, die an Inkontinenz leidet, soll den Segen auch nach dem unfreiwilligen Wasserlassen vortragen
2. Eine Person ohne Darm- oder Blasenkontrolle soll den Segen gar nicht vortragen
3. Eine Person, die infolge einer Medikation einen unterbrochenen Harndrang empfindet, sollte der Segen ein einziges Mal vortragen, nachdem die Blase entleert wurde.
4. Eine Person, die einen Urin-Katheter hat, wird dazu angehalten, einmal pro Tag zu urinieren, auf dass die der Segen einmal morgens vorgetragen wird, mit der Absicht, dass der Segen für das Wasserlassen den gesamten Tag gelten soll
5. Eine Person, die Durchfall hat, sollte den Segen nach jedem Durchfall vortragen
6. Eine Person, die ein Abführmittel eingenommen hat, sollte den Segen solange nicht vortragen, bis das Abführmittel seine Arbeit getan hat.